# بادخورک دم‌خاری پاپوآیی
بادخورک دم‌خاری پاپوآیی (نام علمی: Mearnsia novaeguineae)، که همچنین به عنوان دم‌سوزنی پاپوآیی، بادخورک دم‌خاری گینه نو یا دم‌خاری پاپوآیی نیز شناخته می‌شود، پرنده کوچک (به طول ۱۱٫۵ سانتی‌متر) است، بادخورکی با دم کوتاه و گرد و پرواز بسیار سریع است. سر و روتنه آبی مایل به مشکی درخشان، شکم یا زیر دم سفیدفام، زیر بال تیره با نوار مرکزی کم‌رنگ. خارهای کوچک در انتهای دم هنگام پرواز دیده نمی‌شوند.

## زیستگاه
لبه‌های جنگل، باغ‌ها و مناطق پاک‌سازی شده با درختان مرده ایستاده.